# Combinatorische logica
De combinatorische logica (ook: combinatoire logica) was oorspronkelijk een door Moses Schönfinkel en Haskell Curry bedachte notatie in de wiskundige logica, waarmee de noodzakelijkheid van het gebruik van variabelen verdween. De laatste tijd wordt deze notatie vooral gebruikt in de computerwetenschap, meer in het bijzonder in de theoretische informatica en voor het ontwerpen van functionele programmeertalen. De notatie is gebaseerd op combinatoren in de vorm van een hogere-ordefunctie zonder vrije variabelen.  